# Аояма, Юки
Юки Аояма (яп. 青山裕企, англ. Yûki Aoyama, 25 февраля 1978, Нагоя, Айти, Япония) — современный японский фотограф и кинорежиссёр. Получил известность своими провокационными циклами фотоснимков. Его творчество привлекло внимание крупных европейских и японских средств массовой информации, среди которых: «CNN», «The Independent», «The Daily Mail», «Quartz».

## Биография
Фотограф родился в городе Нагоя в префектуре Айти. Окончил факультет психологии Университета Цукубы. Получил специальность фотографа в Фотошколе специального района Сибуя в Токио. В 2005 году Юки Аояма создал свой собственный фотоофис. В 2007 году был удостоен престижной премии «Новый век» на конкурсе корпорации Canon. В 2009 году Юки Аояма стал преподавателем Токийского художественного колледжа. В настоящее время проживает в Токио.
В 2014 году Аояма снял в качестве режиссёра, актёра и оператора фильм по одноимённой манге «Моя сестрёнка последнее время сама не своя» (в различных английских переводах: «What’s Going on With My Sister?» и «Recently, My Sister is Unusual», в оригинале название — яп. «最近、妹のようすがちょっとおかしいんだが»). Родители главных героев фильма заключают брак, сами они становятся сводными братом и сестрой. В девочку вселяется призрак девушки, который заставляет её помочь призраку попасть в рай. А для этого девочка должна добыть некую энергию, которую можно получить только физической близостью со своим сводным братом.
Широкая известность пришла к Аояме в середине 10-х годов XXI века. Серия фотографий Юки Аоямы «Комплекс школьницы» (англ. «Schoolgirl complex»), начатая в 2006 году и впервые опубликованная в виде фотоальбома в 2015 (позже вышли новые альбомы из этой серии), пытается передать одновременно чистоту и тайные страсти, спрятанные в глубине человеческого сознания. Фотографии демонстрируют очарование юности, первую любовь, запретные фантазии мальчика, навеянные образом девушки-подростка, одетой в строгую форму японской школьницы. «У многих мальчиков в средней школе есть комплекс собственной неполноценности по отношению к школьницам», — говорит Аояма. По его мнению, они считают своих сверстниц как сексуальными, так и святыми одновременно. «Когда школьницы совершают самое невинное движение, — утверждает Аояма, — это способно зажечь сердца мальчиков». На большинстве фотографий не видно лиц моделей, по мнению автора, это подчёркивает, что демонстрируются комплексы и образы, принадлежащие не конкретному мальчику или девочке-подростку, а самому подростковому возрасту. На основе этого цикла был снят режиссёром Накамой Норихисой (яп. ナカマノリヒサ) в 2011 году среднеметражный фильм «Комплекс школьницы „M“» (англ. «Schoolgirl Complex "M"»).
Юки Аояма в 2015 году опубликовал альбом «Прыгающие офисные работники» (дословно — «Небесные люди, живущие на зарплату», англ. «Solariman», (яп. ソラリーマン) с серией из 109 портретов подпрыгивающих на месте японских офисных работников. Японский термин «Sararīman» (яп. «サラリーマン» от англ. «Salaryman») на русский язык переводится как «служащий», «человек, живущий на зарплату», подразумевает работников крупных торговых, финансовых и промышленных фирм, но не рабочих, а управленцев, в западном понимании — «белых воротничков». Слово «Solariman» — неологизм самого Аоямы от «Sararyman», но здесь этот термин используется в искажённой, приближенной к японскому слову «небо» — по-японски «sora», форме. Каждый из офисных работников зависает в воздухе рядом со стоящей в смущении и замешательстве дочерью. Отцы выглядят невероятно молодыми и беззаботными, выступая в роли малышей и изменяя на свою противоположность реальное соотношение двух поколений. Образ классического японского служащего в рубашке, костюме и галстуке является символом городской культуры в Японии, начиная с 1920-х годов. Атрибутами этого образа являются иерархическое мышление, корпоративная лояльность, героическая работа на износ. Этика японских офисных работников иногда сравнивается психологами и социологами с трудовой моралью пуританства. «Я думаю, что они хотят показать себя с лучшей стороны перед своими дочерьми, но они не привыкли к фотоснимкам или прыжкам… поэтому конечный результат весьма комичен», — признавался Аояма. Один из отцов-офисных работников на съёмках так старался, что даже порвал себе брюки. В начале фотосессии часто бывала неловкость между отцом и дочерью-подростком, после фотосессии они обычно обнимались и смеялись. Аояма утверждал, что к созданию цикла его подтолкнули собственные отношения с умершим незадолго до начала работы над серией снимков отцом. Фотограф признавался, что просто не понимал к этому моменту, чем был занят его отец на работе: «Только после смерти моего отца я обнаружил, что он действительно отлично справлялся со своей работой в качестве офисного сотрудника благодаря рассказам знавших его людей».
«Веселье», юмор, раскованность, яркая индивидуальность не относятся к традиционным атрибутам офисного работника. «Я хотел раскрыть их скрытую индивидуальность», — утверждал Аояма. Каждому отцу было предложено прыгать так, как ему хотелось. «Я считаю, что каждая фотография выражает идеальные отношения между отцом и дочерью», — говорит Аояма. Работа над альбомом заняла около трёх лет, снимки делались по всей Японии, эта серия фотографий является частью десятилетнего проекта Аоямы по исследованию психологии и фотографированию офисных работников Японии, который носит название «Офисные работники».
В 2017 году Юки Аояма выпустил альбом с фотографиями котов на женской груди. Он догадался объединить две популярные в интернете, но существовавшие отдельно друг от друга, темы: кошки и полуобнажённые девушки. Альбом носит название «Painyan», что в переводе с японского обозначает соединение двух слов «грудь» и «мяу» (дословно «Грудемяу»). Он включает 96 фотографий (книга стоит 10 фунтов стерлингов). Сам автор настаивает, что эти его фотографии имеют терапевтический эффект (поэтому для студентов при покупке альбома была установлена скидка в 10 %).

## Фильмография
| Год  | Фильм | Режиссёр | Актёр | Оператор |
| ---- | --- | -------- | ----- | -------- |
| 2014 | Моя сестрёнка последнее время сама не своя (最近、妹のようすがちょっとおかしいんだが, Япония, 107 минут) | Да       | Да    | Да       |

## Особенности творчества
Юки Аояму часто относят к авторам, способным бросить вызов обществу и его стандартам. Его фотопроекты показывают мир с неожиданной стороны, демонстрируют скрытый смысл предметов и явлений, не ломая при этом традиционных устоев. Он говорит о своём творчестве:

«Я бы хотел превратить свою повседневность в восхитительный мир с помощью фотоискусства… Фотографирование — это способ наслаждаться повседневной жизнью… Я не хочу никогда забывать о волнении, которое испытывал в первые дни моей карьеры, и хочу выразить его в моих работах. При выборе объекта меня интересуют превращённые в символ и обезличенные объекты, такие как костюм или униформа. Этот интерес основан на моих личных мотивах, таких как „уважение к покойному отцу“ и „подростковый комплекс“… Кроме этого, я в основном ориентируюсь на вещи, уникальные для Японии, представляю японцев, которые могут показаться несколько смешными с точки зрения иностранцев»— Юки Аояма. Интервью для Amana Art Photo